# Comuna de Rakszawa
Rakszawa (polaco: Gmina Rakszawa) é uma gminy (comuna) na Polónia, na voivodia de Subcarpácia e no condado de Łańcucki. A sede do condado é a cidade de Rakszawa.
De acordo com os censos de 2004, a comuna tem 7210 habitantes, com uma densidade 108,6 hab/km².

## Área
Estende-se por uma área de 66,37 km², incluindo:
- área agrícola: 52%
- área florestal: 41%

## Demografia
Dados de 30 de Junho 2004:
|                      | Total   | Total | Mulheres | Mulheres | Homens  | Homens |
| -------------------- | ------- | ----- | -------- | -------- | ------- | ------ |
|                      | pessoas | %     | pessoas  | %        | pessoas | %      |
| População            | 7210    | 100   | 3721     | 51,6     | 3489    | 48,4   |
| Densidade (pop./km²) | 108,6   | 100   | 56,1     | 56,1     | 52,6    | 52,6   |

De acordo com dados de 2002, o rendimento médio per capita ascendia a 1319,01 zł.

## Subdivisões
- Kąty Rakszawskie, Rakszawa, Węgliska, Wydrze.

## Comunas vizinhas
- Czarna, Leżajsk, Sokołów Małopolski, Żołynia